# Альвардо Монсон
Альвардо Монсон Бернардо (Bernardo Alvarado Monzón, 8 листопада 1925, місто Гватемала — 1972) — діяч комуністичного руху Гватемали.

## Життєпис
З 1949 року він був секретарем Центрального Комітету Гватемальської партії праці (ГПП), а з 1954 року — генеральним секретарем ЦК ГПП. Він неодноразово зазнав репресій і перебував в еміграції. У вересні 1972 року був арештований в місті Гватемала і після того вбитий.